# Friedrich Heinrich von Seckendorff
Friedrich Heinrich Reichsgraf von Seckendorff (5. juli 1673 – 23. november 1763) var en østrigsk feltmarskal og diplomat ved det tysk-romerske habsburgske hof i Wien.

## Familie
Seckendorff blev født i Königsberg, Bayern, i den adelige Seckendorff-familie. Hans far var en embedsmand i Sachsen-Gotha og hans nevø var Veit Ludwig von Seckendorff. Han studerede jura på universitetet i Jena, Leipzig og Leyden.

## Tidlig militær karriere
I 1693 tjente Seckendorff i den allierede hær under Vilhelm 3. af England, og i 1694 blev han kornet i et kavaleri-regiment fra Gotha i østrigsk sold. Efter at have forladt kavalariet blev han en officer i infanteriet i republikken Venedig, og i 1697 hos markgreven af Ansbach, som i 1698 overførte Seckendorffs regiment til kejserlig tjeneste. Han tjente under Prins Eugen af Savoyen i krigen mod osmannerne.
Seckendorff blev gift i 1699 og vendte tilbage til Ansbach som officer ved hoffet, men ved udbruddet af Den Spanske Arvefølgekrig blev han kaldt til aktiv tjeneste igen som oberstløjtnant i et regiment fra Ansbach som blev sendt i hollandsk tjeneste. Han opnåede at erobre 16 faner med sit dragonregiment i slaget ved Blenheim. Efter at være blevet forfremmet til oberst deltog Seckendorff i slagene ved Ramillies og Oudenaarde og i belejringen af Lille i 1708.
Efter skuffelsen over ikke at være blevet fofremmet yderligere meldte han sig til tjeneste under kong August 2. af Polen, og som generalmajor anførte han kongens udsendte sachsiske tropper i Flandern, og deltog i belejringen af Tournai og slaget ved Malplaquet. Som polsk-litauisk udsending til Haag deltog han i fredsforhandlingerne der ledte til Freden i Utrecht 1713; samme år bekæmpede han et oprør i Polen. Som Generalløjtnant anførte han sachsiske tropper i slaget ved Stralsund i 1715 imod Karl 12. af Sverige.
Seckendorff vendte tilbage til kejserlig tjeneste som feltmarskalløjtnant i 1717. Under prins Eugen af Savoyens kommando anførte Seckendorff to ansbacher regimenter imod osmannerne ved Beograd. I 1718 kæmpede han med succes mod Spanien i Sicilien. Han blev tildelt titlen rigsgreve ("Reichsgraf") i 1719, og blev udnævnt til "Feldzeugmeister" to år senere.

## Diplomati
I 1726, efter opfordring fra Eugen af Savoyen, blev Seckendorff kejserlig ambassadør i Preussen ved hoffet i Berlin. Han opnåede Frederik Vilhelm 1. af Preussens fortrolighed da kongen og diplomaten havde kæmpet side om side i den spanske arvefølgekrig. Seckendorff bestak også statsministeren, den indflydelsesrige Joachim Ernst von Grumbkow, med en østrigsk pension. Seckendorff fik, i et succesfuldt forsøg på at afbryde et muligt ægteskab mellem kronprins Frederik og prinsessen af huset Hannover der ville have betydet en alliance mellem Preussen og Storbritannien, overtalt Frederik Vilhelm og dennes søn til at afstå fra ægteskabsplanerne så kronprinsen i stedet ægtede Elizabeth Christina af Brunswick-Bevern, et ægteskab det var langt mere favorabelt for Østrig.
Seckendorff's diplomatiske evner førte også til anerkendelsen af den Pragmatiske Sanktion af 1713 af de fleste tyske stater, Danmark og Holland.

## Senere militær karriere
I 1734 vendte Seckendorff tilbage til den kejserlige hær og blev guvernør af Mainz. Han anførte 30.000 soldater som kejserlig kavaleri general imod den franskehær 20. oktober 1735 i den polske Arvefølgekrig. I 1737udnævnte kejser Karl 6. Seckendorff til øverste hærleder og feltmarskal i Ungarn. Selv om han i begyndelsen af den østrigsk-russiske krig mod osmannerne (1735-1739) oplevede fremgang, blev han snart tvunget til at trække sin hær tilbage over floden Sava. Hans talrige fjender ved hoffet i Wien fik gennemført at han blev tilbagekaldt, anklaget og dømt til fængsel i Graz for manglen på succes i felttoget.
Kejserinde Maria Theresia af Østrig løslod Seckendorff i 1740, men nægtede at udbetale hans manglende løn. Seckendorff nedlagde sine østrigske og kejserlige embeder og tog imod et tilbud fra den nye bayerske kejser Karl 7. om at blive feltmarskal i bayersk tjeneste. Som øverste leder af den bayerske hær hævede han den fjendtlige belejring af München under den østrigske arvefølgekrig, og efter en række slag i 1743 og 1744 tvang han den østrigske hær tilbage ind i Böhmen, hvorefter han sagde sin tjeneste op.
Efter Karl 7.s død forhandlede Seckendorff freden mellem Østrig og Bayern i traktaten i Füssen 22. april 1745. Den nye kejser Frans 1. Stefan fornyede alle Seckendorffs tidligere æresbevisninger og diplomaten trak sig tilbage til sit gods ved Meuselwitz i Thüringen. I 1757 nedbrød hans hustrus død hans allerede svigtende helbred. Under Syvårskrigen beordrede Frederik den Store preussiske hussarer til at bortføre Seckendorff fra Meuselwitz i december 1758. Efter at have opholdt sig et halvt år i husarrest i Magdeburg, blev han fangeudvekslet for fyrst Moritz af Anhalt-Dessau, som var blevet taget til fange af Østrig under slaget ved Hochkirch. Han vendte tilbage til sit gods hvor han døde i 1763.

## Citater
Frederik den Store afskyede Seckendorff, da han bar nag for at hans rolle i at have opnået Frederik Vilhelms fortrolighed og de preussiske ægteskabsplaner. Frederik skrev om Seckendorff: "Han var en smålig intrigemager; hans dannelse var lav og bondsk; at lyve var blevet en så naturlig del af hans væremåde at han havde tabt sandheden af sigte. Han var en ågerkarl som nogle gange forklædte sig som en soldat, nogle gange som en diplomat." 